# چیبانین
| کواترنری    | کواترنری | کواترنری   | کواترنری        | کواترنری        |
| سامانه/دوره | ردیف/دور | اشکوب/عصر  | سن (میلیون سال) | سن (میلیون سال) |
| ----------- | -------- | ---------- | --------------- | --------------- |
| کواترنری    | هولوسن   | مگالاین    | ۰               | ۰/۰۰۴۲          |
| کواترنری    | هولوسن   | نورث‌گریپین | ۰/۰۰۴۲          | ۰/۰۰۸۲          |
| کواترنری    | هولوسن   | گرینلندین  | ۰/۰۰۸۲          | ۰/۰۱۱۷          |
| کواترنری    | پلیستوسن | تارانشین   | ۰/۰۱۱۷          | ۰/۱۲۶           |
| کواترنری    | پلیستوسن | چیبانین    | ۰/۱۲۶           | ۰/۷۸۱           |
| کواترنری    | پلیستوسن | کالابرین   | ۰/۷۸۱           | ۱/۸۰            |
| کواترنری    | پلیستوسن | گلاسین     | ۱/۸۰            | ۲/۵۸            |
| نئوژن       | پلیوسن   | پیاسنزین   | پیش از آن       | پیش از آن       |

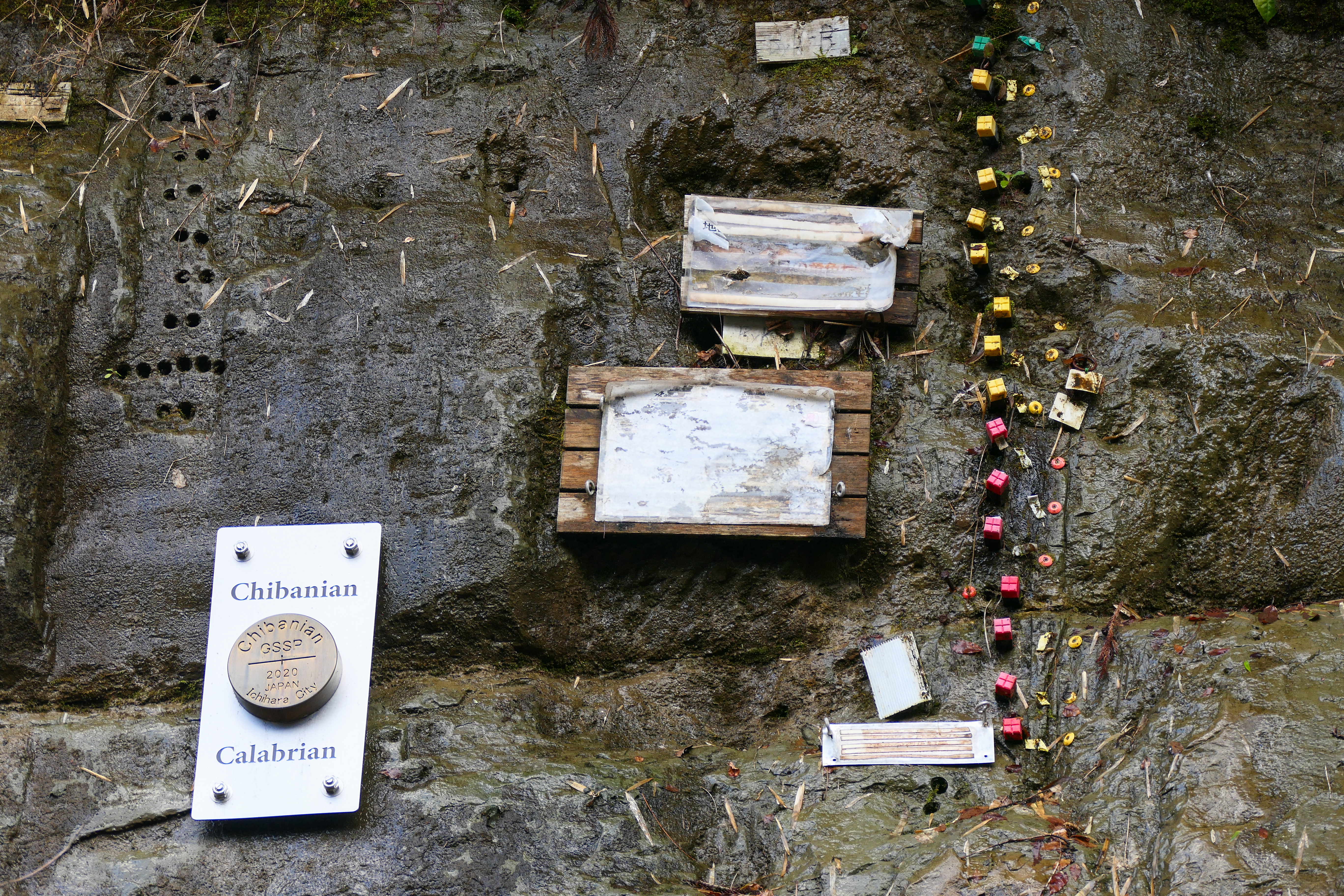
لایه چیبانیا که قدمت آن به دوره چیبا برمی‌گردد، در امتداد رودخانه یورو در شهر ایچیهارا، استان چیبا واقع شده است. در پایین سمت چپ، یک میخ طلایی وجود دارد که مرز بین دوره‌ها را مشخص می‌کند. میخ‌های رنگی در سمت راست، مرزهای سازندهای زمین‌شناسی را نشان می‌دهند و نشان می‌دهند که میدان مغناطیسی زمین در حال معکوس شدن بوده است.

چیبانین (انگلیسی: Chibanian) که پلیستوسن میانه نیز نامیده می‌شود، یک عصر یا اشکوب از دور یا ردیف پلیستوسن به‌شمار می‌رود که بازه زمانی از ۷۸۱ تا ۱۲۶ هزار سال پیش را در بر می‌گیرد و پس از اشکوب کالابرین و پیش از تارانشین جای می‌گیرد.